# Fiktivní vyhlášení vlámské nezávislosti

Vlámská vlajka

Fiktivní vyhlášení vlámské nezávislosti se odehrálo 13. prosince 2006, ve 20:21 SEČ.
Belgická státní televize, frankofonní Radio Télévision Belge de la Communauté Française (RTBF), přerušila svůj pravidelný pořad mimořádným zpravodajstvím, kde oznámila, že došlo k jednostrannému vyhlášení nezávislosti Vlámska na zbytku Belgie. V relaci bylo uvedeno, že vlámský parlament nezávislost jednomyslně schválil, a že královská rodina odchází ze země. Reportáž doplnily záběry z demonstrací separatistů. Celá akce byl žert, jež měl upozornit na vlámský nacionalismus a rostoucí separatistické tendence místního obyvatelstva; televize pravdu odhalila asi 90 minut po odvysílání mimořádné relace.
Následující den však čelilo vedení televize ostré kritice; a to jak ze strany orgánů pro správu televizního vysílání, tak z řad belgické vlády. Představitelé televizní společnosti se však brání tím, že chtěli upozornit na soudobý problém.